# Webometria
A Webometria (termo em português para Webometrics) busca medir e analisar a World Wide Web com o intuito de obter conhecimentos a respeito de acessos, hiperlink, estrutura e padrões de uso. Para Björneborn & Ingwersen (2004) é "o estudo de aspectos quantitativos da construção e uso de recursos informacionais, estruturas e tecnologias da Web a partir de abordagens bibliométricas e informétricas.". O termo original (Webometrics) foi cunhado por Almind & Ingwersen (1997).